# Hrabstwo Benzie
Benzie – hrabstwo w stanie Michigan w USA. Siedzibą hrabstwa jest Beulah.

## Miasta
- Frankfort

## Wioski
- Benzonia
- Beulah
- Elberta
- Honor
- Lake Ann
- Thompsonville

## CDP
- Bendon
- Crystal Downs Country Club
- Crystal Mountain
- Hardwood Acres
- Maple Grove
- Nessen City
- Pilgrim

## Hrabstwo Benzie graniczy z następującymi hrabstwami
- Manistee
- Wexford
- Grand Traverse
- Leelanau